# Нова сомборска реч (лист)
Нова сомборска реч је недељни политички лист који је кратко излазио у Сомбору, од 25. марта до 29. априла 1932. године. Главни уредник листа је био Жарко Маглић.

## Историјат
Лист су покренули некадашњи радикали незадовољни режимском политиком. Већ са осмим бројем лист Нова сомборска реч је забрањен.
Први удар од стране државног тужиоца лист је доживео већ код трећег броја који је изашао 8. априла. Заступника режима иритирала је вест о студентским демострацијама у Београду и он је тај број запленио. Главни уредник листа Жарко Маглић је искористио целокупни материјал и објавио га као четврти број листа, само што је на вести из Београда ставио оглас.
Маглић је непрестано долазио у сукоб са цензуром и властима. Министарство унутрашњих послова упозоравало је да Нова сомборска реч не пише у духу нове идеологије.
Нова сомборска реч је три пута плењена да би на предлог тужиоца Министарству унутрешњих послова 11. маја 1932. године коначно забрањено њено даље излажење.

### Периодичност  и ток излажења
Лист је излазио недељно.

### Место и време издавања
Сомбор, од 25. марта до 29. априла 1932. године – изашло осам бројева.

### Штампарија и издавач
Нова сомборска реч је штампана у штампарији "Бачка" у Сомбору.